# Gangnam Style
«Gangnam Style» (강남 스타일, IPA [kaŋnam sɯtʰail], Каннам сытхаиль) — песня южнокорейского исполнителя и автора песен PSY. Вышла 15 июля 2012 года и быстро возглавила южнокорейский хит-парад Gaon. 24 ноября 2012 года видеоклип стал самым просматриваемым на «YouTube» и удерживал этот статус в течение 5 лет до июля 2017 года, когда на смену ему пришёл видеоклип на песню «See You Again» американского хип-хоп-исполнителя Уиза Халифа при участии певца Чарли Пута. По состоянию на июль 2025 года клип имеет более 5,6 млрд просмотров на видеохостинге YouTube.
11 ноября «Gangnam Style» стал победителем в категории «Лучшее видео» премии MTV Europe Music Awards 2012, которая состоялась в немецком городе Франкфурте. 20 сентября «Gangnam Style» попал в «Книгу рекордов Гиннесса» как видео, набравшее самое большое количество «лайков» в истории YouTube. 24 ноября 2012 года «Gangnam Style» стал самым популярным видео на YouTube, став лидером и по количеству просмотров. По приблизительным подсчётам, на этой песне PSY уже заработал около 1,1 миллиона долларов. 20 декабря 2012 года видео «Gangnam Style» на YouTube стало первым видео в истории, набравшим более 1 миллиарда просмотров. 30 мая 2014 года количество превысило 2 миллиарда просмотров. В начале декабря 2014 года число просмотров клипа на YouTube превысило значение 2 147 483 647. А поскольку счётчик просмотра клипов имел тип 32-битного знакового целого числа, видеохостинг официально сообщил об обновлении счётчика.

## Предыстория
«Gangnam style» —  это разговорное выражение в корейском языке, означающее роскошный богатый образ жизни, которым славится Каннамгу, богатый и модный район Сеула. В интервью CNN PSY сравнил его с Беверли-Хиллз.
Песня посвящена «идеальной девушке, знающей, когда надо быть утончённой, а когда дикой».

## Видеоклип
Видео показывает комически танцующего PSY, появляющегося в неожиданных местах в Каннамгу. Однако из десяти мест в этом районе были сняты лишь два, остальные находятся в Инчхоне и провинции Кёнгидо. В клипе, помимо самого PSY, снялось много других корейских актёров. Парень в жёлтом Ю Джэ Сок и парень в лифте Но Хон Чхоль — известные корейские комедианты, а девушка — корейская певица Хёна.
Текст песни таков:
Горячая девушка, она ласкова весь день.
Модная девушка, которая знает,
как развеяться чашечкой кофе.
Девушка, чьё сердце становится горяче́е с заходом солнца.
Такая привлекательная девушка.
А я парень,
Который так же горяч, как ты, весь день…

### Релиз
О выходе «Gangnam Style» 15 июля 2012 года было известно только фанатам K-pop. PSY рассказал Yonhap News Agency, что первоначально он «не делал это для зарубежных стран… Это всегда было для местных фанатов». Однако поклонники данного жанра начали активно распространять информацию о песне посредством социальных сетей Facebook и Twitter, и вскоре пользователи сети обратили внимание на эту песню.
... значительная часть американской блогосферы
одержима новым видео PSY «Gangnam Style».
17 августа «Gangnam Style» стала победителем корейской музыкальной программы Music Bank на телеканале KBS 2TV, собрав 18 601 очко.
В начале августа мировые медиа обратили внимание на композицию. 4 августа газета The Los Angeles Times написала, что «Gangnam Style» «неостановима» и «захватила мир». Во время последней недели августа журнал Billboard сообщил о росте интереса к PSY на 8-й позиции в чарте Billboard Social 50. 15 сентября «Gangnam Style» стала первой песней в жанре K-Pop, занявшей 1 место в чарте iTunes.

### Популярность наYouTube

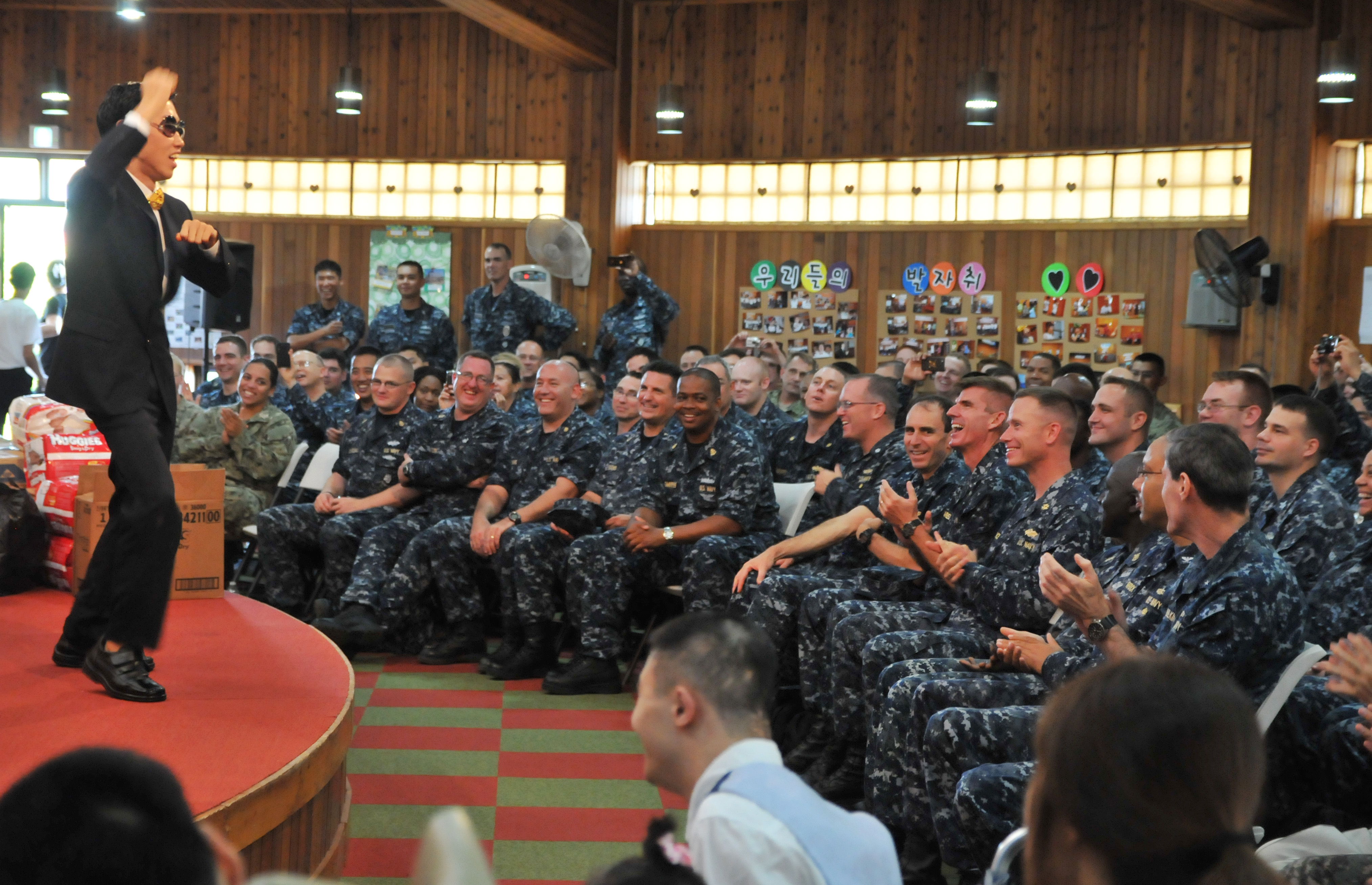
Исполнение «Gangnam Style» для американских моряков после их работы на благотворительных началах в южнокорейской больнице

Одним из критериев успешности песни стала её растущая популярность на YouTube. Дебра Нетбёрн из Los Angeles Times назвала видеоклип «одним из лучших видео, когда-либо загруженных на YouTube».
Видео было загружено 15 июля 2012 года, и 28 августа возглавило YouTube Top 100 Music Videos. 1 сентября творение PSY стало самым просматриваемым видео жанра K-Pop на YouTube. 13 сентября 2012 года «Gangnam Style» стал рекордсменом по количеству лайков среди видео на данном сайте, собрав 3 600 000 лайков, обойдя клип LMFAO «Party Rock Anthem». 20 сентября «Gangnam Style» попал в «Книгу рекордов Гиннесса» как видео с самым большим количеством лайков в истории YouTube.
47 % зрителей составляли жители США, 7 % — Великобритании, 6,8 % — Канады и 4 % — из Южной Кореи. Эндрю Райан из The Globe and Mail написал, что за 2 месяца со 130 миллионами просмотров Gangnam Style стал «пятым крупнейшим вирусным видео в истории Интернета».
25 ноября 2012 года число лайков «Gangnam Style» на YouTube превысило 5,5 млн, а просмотров видеоклипа — более 806 млн, таким образом он обогнал «Baby» Джастина Бибера (более 805 млн). Видео стало самым просматриваемым в истории YouTube.
20 декабря 2012 года клип «Gangnam Style» впервые в истории Интернета и YouTube превысил количество просмотров одного ролика в 1 миллиард раз.
На странице видеоклипа «Gangnam Style» на YouTube, справа от количества просмотров, присутствует GIF-анимация с изображением танцующего PSY. Эта анимация появилась 21 декабря 2012 года в 15:50 UTC в тот момент, когда количество просмотров видео превысило 1 миллиард. Таким образом YouTube отметил установление рекорда.
30 мая 2014 года количество просмотров ролика превысило 2 миллиарда. В связи с этим новым рекордом на странице видеоклипа «Gangnam Style» на YouTube справа и слева от количества просмотров присутствуют GIF-анимации с изображением танцующего PSY. Если нажать на анимацию, то наверху страницы появляется много танцующих человечков, которые формируют собой число, равное текущему количеству просмотров. Позже анимацию убрали.
5 декабря 2014 года количество просмотров ролика на Youtube превысило 2 147 483 647 просмотров, что вызвало переполнение 32-битного целого числа для отображения показов.
11 июля 2017 года клип на песню «See You Again» обошёл «Gangnam Style» по просмотрам на отметке приблизительно 2,895 миллиарда.
31 июля 2017 года клип на песню «Despacito» обошёл «Gangnam Style» по просмотрам на YouTube на отметке приблизительно 2,916 миллиарда, таким образом «Gangnam Style» занял третье место по количеству просмотров на видеохостинге.

## Критика

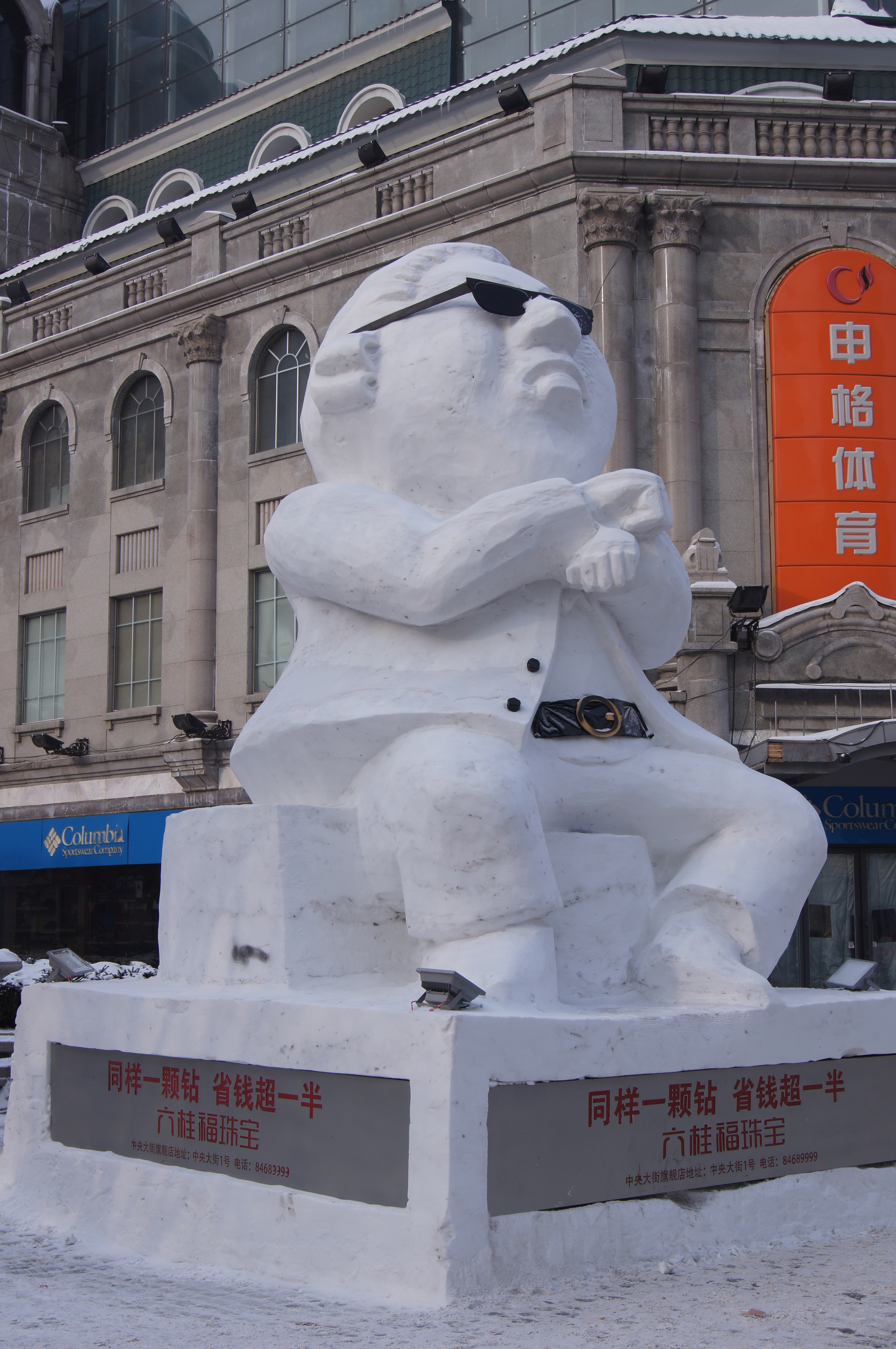
Снежная скульптура PSY

Песня получила неоднозначные отзывы от музыкальных критиков. Музыкальный журналист Билл Лэмб из сайта About.com похвалил песню за получения улыбки и огромного удовольствия от просмотра во всем мире за такой краткий срок. Ян Гарланд из Daily Mail назвал песню странным музыкальным вкусом.
Джефф Бенджамин из «Billboard» стал первым музыкальным критиком, который пересмотрел песню, чтобы опубликовать отзыв. Он заявил, что «Gangnam Style» прошла как вирус в интернете.

## Награды и номинации
| Год  | Страна         | Город        | Церемония               | Награда                                                            | Результат | Ссылка |
| ---- | -------------- | ------------ | ----------------------- | ------------------------------------------------------------------ | --------- | ------ |
| 2012 | Германия       | Франкфурт    | MTV Europe Music Awards | Best Video                                                         | Победа    | [ 52 ] |
| 2012 | США            | Лос Анджелес | American Music Awards   | New Media Honoree                                                  | Победа    | [ 53 ] |
| 2012 | Южная Корея    | Hong Kong    | Mnet Asian Music Awards | Best Video                                                         | Победа    | [ 54 ] |
| 2012 | Южная Корея    | Hong Kong    | Mnet Asian Music Awards | Song of the Year                                                   | Победа    | [ 54 ] |
| 2012 | Великобритания | н/д          | 4Music Video Honours    | Best Video                                                         | Номинация | [ 55 ] |
| 2012 | Южная Корея    | Сеул         | Melon Music Awards      | Best Song                                                          | Победа    | [ 56 ] |
| 2012 | Бразилия       | н/д          | Capricho Awards         | Internet — Viral do ano (Viral of the Year)                        | Победа    | [ 57 ] |
| 2013 | США            | Лос Анджелес | People’s Choice Awards  | Favorite Music Video                                               | Номинация | [ 58 ] |
| 2013 | Южная Корея    | Kuala Lumpur | Golden Disk Awards      | Digital Daesang (Grand Prize in Digital Releasing)                 | Победа    | [ 59 ] |
| 2013 | Франция        | Cannes       | NRJ Music Awards        | Chanson Internationale de l’année (International Song of the Year) | Победа    | [ 60 ] |
| 2013 | Франция        | Cannes       | NRJ Music Awards        | Clip de l’année (Music Video of the Year)                          | Победа    | [ 60 ] |
| 2013 | Великобритания | Лондон       | NME Awards              | Best Dancefloor Anthem                                             | Номинация | [ 61 ] |
| 2013 | Южная Корея    | Сеул         | Korean Music Awards     | Song of the Year                                                   | Победа    | [ 62 ] |
| 2013 | Южная Корея    | Сеул         | Korean Music Awards     | Best Dance & Electronic Song                                       | Номинация | [ 63 ] |
| 2013 | США            | Лос Анджелес | Kids' Choice Awards     | Favorite Song                                                      | Номинация | [ 64 ] |
| 2013 | США            | Лас Вегас    | Billboard Music Awards  | Top Streaming Song (Video)                                         | Победа    | [ 65 ] |
| 2013 | США            | Лас Вегас    | Billboard Music Awards  | Top Rap Song                                                       | Номинация | [ 66 ] |
| 2013 | США            | Лас Вегас    | Billboard Music Awards  | Top Dance Song                                                     | Номинация | [ 67 ] |
| 2014 | Монако         | Монте Карло  | World Music Awards      | World’s Best Song                                                  | Победа    | [ 68 ] |
| 2014 | Монако         | Монте Карло  | World Music Awards      | World’s Best Video                                                 | Номинация | [ 69 ] |

## Чарты

Первоначальная обложка

28 июля 2012 года песня дебютировала на шестом месте в чарте журнала Billboard Korea K-Pop Hot 100. «Gangnam Style» затем оставалась лидером этого чарта пять недель. Песня заняла первое место в Billboard's YouTube Music Chart. 21 августа 2012 года «Gangnam Style» официально стала #1 в iTunes Music Video Charts, обойдя сингл Джастина Бибера As Long as You Love Me и песню Кэти Перри Wide Awake; что произошло впервые для южнокорейских исполнителей. На родине исполнителя песня разошлась в количестве 745 000 цифровых копий и 5 недель занимала первое место Gaon Single Chart.
В США песня стартовала на 74-м месте в Billboard Hot Digital Songs с 23 000 проданными копиями. Также она дебютировала на 23-м месте в чарте Heatseeker Songs. 31 августа 2012 года, разошедшийся тираж «Gangnam Style» в США, составил 57 000 копий.
В Великобритании песня стала 6-м самым продаваемым синглом 2012 года с тиражом 878 000 единиц и 24-м в списке top 40 most streamed треков года в Великобритании.
В Канаде 16 ноября 2012 года трек получил 4-х кратную платиновую сертификацию от Music Canada, а к январю 2013 года тираж превысил 476,000 копий в этой стране.
| Чарт (2012-13)                        | Высшая позиция |
| ------------------------------------- | -------------- |
| Австралия (ARIA)                      | 1              |
| Австрия (Ö3 Austria Top 40)           | 1              |
| Бельгия/Фландрия (Ultratop 50)        | 1              |
| Belgium Dance (Ultratop Flanders)     | 1              |
| Бельгия/Валлония (Ultratop 50)        | 1              |
| Belgium Dance (Ultratop Wallonia)     | 1              |
| Бразилия (Hot 100 Airplay)            | 10             |
| Hot Pop Songs                         | 1              |
| Bulgaria (IFPI)                       | 1              |
| Канада (Billboard Canadian Hot 100)   | 1              |
| China (Baidu 500)                     | 1              |
| Colombia (National-Report)            | 3              |
| Чехия (Rádio — Top 100)               | 1              |
| Дания (Tracklisten)                   | 1              |
| Europe (Euro Digital Songs)           | 1              |
| Финляндия (Suomen virallinen lista)   | 1              |
| Франция (SNEP)                        | 1              |
| Германия (GfK)                        | 1              |
| Greece Digital Songs (Billboard)      | 1              |
| Honduras (Honduras Top 50)            | 1              |
| Венгрия (Dance Top 40)                | 3              |
| Венгрия (Rádiós Top 40)               | 6              |
| Ирландия (IRMA)                       | 2              |
| Израиль (Media Forest)                | 1              |
| Italy (FIMI)                          | 1              |
| Япония (Billboard Japan Hot 100)      | 20             |
| Lebanon (Lebanese Top 20)             | 1              |
| Luxembourg (Billboard)                | 1              |
| Mexican Airplay Chart (Billboard)     | 1              |
| Mexico (Monitor Latino)               | 1              |
| Нидерланды (Dutch Top 40)             | 1              |
| Нидерланды (Single Top 100)           | 1              |
| Новая Зеландия (Recorded Music NZ)    | 1              |
| Норвегия (VG-lista)                   | 1              |
| Poland (Top 5 Video Airplay)          | 1              |
| Польша (Dance Top 50)                 | 6              |
| Portugal Digital Songs (Billboard)    | 1              |
| Romania (Romanian Top 100)            | 42             |
| Russia (2M)                           | 1              |
| Шотландия (OCC Scotland)              | 1              |
| Словакия (Rádio — Top 100)            | 7              |
| Slovenia (SloTop50)                   | 42             |
| South Korea (Gaon Digital Singles)    | 1              |
| South Korea (Billboard K-Pop Hot 100) | 1              |
| Испания (PROMUSICAE)                  | 1              |
| Швеция (Sverigetopplistan)            | 2              |
| Швейцария (Schweizer Hitparade)       | 1              |
| Великобритания (OCC UK Singles)       | 1              |
| США (Billboard Hot 100)               | 2              |
| США (Billboard Pop Airplay)           | 10             |
| США (Billboard Hot Rap Songs)         | 1              |
| США (Billboard Dance Club Songs)      | 3              |
| Venezuela Top 100 (Record Report)     | 47             |

| Регион | Сертификация   | Продажи   |
| --- | -------------- | --------- |
| Австралия (ARIA) | 10× Платиновый | 700 000^  |
| Австрия (IFPI Austria) | 2× Платиновый  | 60 000*   |
| Бельгия (BEA) | 2× Платиновый  | 60 000*   |
| Канада (Music Canada) | 4× Платиновый  | 502,000   |
| Дания (IFPI Danmark) | Платиновый     | 30 000^   |
| Финляндия (Musiikkituottajat) | Золотой        | 9,025     |
| Франция | —              | 348,000   |
| Германия (BVMI) | 5× Золотой     | 750 000   |
| Италия (FIMI) | 3× Платиновый  | 90 000*   |
| Япония (RIAJ) | Золотой        | 100 000^  |
| Новая Зеландия (RMNZ) | 4× Платиновый  | 60 000*   |
| Республика Корея (Gaon) | —              | 4,041,000 |
| Испания (PROMUSICAE) | Платиновый     | 40 000*   |
| Швеция (GLF) | 4× Платиновый  | 160 000   |
| Швейцария (IFPI Switzerland) | 3× Платиновый  | 90 000^   |
| Великобритания (BPI) | 2× Платиновый  | 1,300,000 |
| США (RIAA) | 5× Платиновый  | 5 000 000 |
| США (RIAA) · Video Single | 5× Платиновый  | 250 000^  |
| * Данные о продажах приведены только на основе сертификации. · ^ Данные о тиражах приведены только на основе сертификации. · Данные о продажах + прослушиваниях приведены только на основе сертификации. |                |           |

| Чарт (2012)                                       | Позиция |
| ------------------------------------------------- | ------- |
| Австралия (ARIA)                                  | 2       |
| Австрия (Ö3 Austria Top 40)                       | 13      |
| Фландрия (Ultratop 50 Flanders)                   | 7       |
| Валлония (Ultratop 40 Wallonia)                   | 10      |
| Канада (Canadian Hot 100)                         | 37      |
| Дания (Hitlisten)                                 | 3       |
| Франция (SNEP)                                    | 4       |
| Германия (Media Control AG)                       | 8       |
| Венгрия (Rádiós Top 40)                           | 54      |
| Израиль (Media Forest Radio Airplay)              | 31      |
| Италия (FIMI)                                     | 13      |
| Нидерланды (Mega Single Top 100)                  | 5       |
| Новая Зеландия (NZ Top 40 Chart)                  | 2       |
| Польша (ZPAV)                                     | 4       |
| Россия (2M Top 25 Digital Tracks)                 | 6       |
| Республика Корея (Billboard K-Pop Hot 100)        | 1       |
| Испания (PROMUSICAE Top 50 Canciones)             | 13      |
| Швеция (Sverigetopplistan)                        | 18      |
| Швейцария (Schweizer Hitparade)                   | 10      |
| Великобритания (Official Charts Company)          | 6       |
| США Billboard Hot 100                             | 47      |
| IFPI (Global top selling digital singles of 2012) | 3       |
| Чарт (2013)                                       |         |
| Германия (Media Control AG)                       | 31      |
| США Billboard Hot 100                             | 55      |

## Oppa Is Just My Style
«Gangnam Style» была перевыпущена 14 августа 2012 года под названием «Oppa Is Just My Style» (кор. 오빤 딱 내 스타일), куда была добавлена вокальная партия южнокорейской певицы Хёны. Oppa Is Just My Style является интерпретацией оригинальной версии с женской точки зрения.